# Mauro Bonomi
Mauro Bonomi (Cremona, 23 agosto 1972) è un ex calciatore italiano, di ruolo difensore.

## Carriera
Bonomi iniziò a giocare nelle Cremonese in Serie B nel 1990. L'anno successivo approdò coi grigiorossi in Serie A, nella quale debuttò il 1º settembre 1991 contro il Genoa al Ferraris (2-0 per i grifoni).
Nel 1992 si trasferì alla Lazio per 5 miliardi di lire, con cui esordì il 26 agosto 1992 contro l'Ascoli (4-0 per i biancocelesti). Dopo alcune stagioni da titolare nella retroguardia laziale, nel 1994-1995 non trovò più molto spazio nell'undici titolare (giocavano più spesso Paolo Negro e Alessandro Nesta), e si trasferì al Cagliari l'anno successivo.
L'anno seguente scese in Serie B con il Cesena e nell'estate del 1997 ritornò nella massima serie, acquistato dal Bologna. Tuttavia con gli emiliani disputò solo una partita prima di trasferirsi al Torino ancora in Serie B. Nella sua terza stagione con i granata conquistò la promozione in Serie A, ma rimase in B trasferendosi al Napoli. Tre stagioni più tardi, dopo il fallimento dei partenopei (che ne determinò la retrocessione in Serie C1), passò al Catanzaro. Chiuse la carriera al Ravenna in Serie C1 nel 2006.

## Statistiche

### Presenze e reti nei club
Statistiche aggiornate al 30 giugno 2007.
| Stagione         | Squadra          | Campionato       | Campionato | Campionato | Coppe nazionali | Coppe nazionali | Coppe nazionali | Coppe continentali | Coppe continentali | Coppe continentali | Altre coppe | Altre coppe | Altre coppe | Totale | Totale |
| Stagione         | Squadra          | Comp             | Pres       | Reti       | Comp            | Pres            | Reti            | Comp               | Pres               | Reti               | Comp        | Pres        | Reti        | Pres   | Reti   |
| ---------------- | ---------------- | ---------------- | ---------- | ---------- | --------------- | --------------- | --------------- | ------------------ | ------------------ | ------------------ | ----------- | ----------- | ----------- | ------ | ------ |
| 1989-1990        | Cremonese        | A                | 3          | 0          | CI              | 1               | 0               | -                  | -                  | -                  | -           | -           | -           | 4      | 0      |
| 1990-1991        | Cremonese        | B                | 21         | 0          | CI              | 3               | 0               | -                  | -                  | -                  | -           | -           | -           | 24     | 0      |
| 1991-1992        | Cremonese        | A                | 28         | 0          | CI              | 1               | 0               | -                  | -                  | -                  | -           | -           | -           | 29     | 0      |
| Totale Cremonese | Totale Cremonese | Totale Cremonese | 52         | 0          |                 | 5               | 0               |                    | -                  | -                  |             | -           | -           | 57     | 0      |
| 1992-1993        | Lazio            | A                | 10         | 0          | CI              | 3               | 0               | -                  | -                  | -                  | -           | -           | -           | 13     | 0      |
| 1993-1994        | Lazio            | A                | 22         | 0          | CI              | 1               | 0               | CU                 | 1                  | 0                  | -           | -           | -           | 24     | 0      |
| 1994-1995        | Lazio            | A                | 6          | 0          | CI              | 1               | 0               | CU                 | 0                  | 0                  | -           | -           | -           | 7      | 0      |
| Totale Lazio     | Totale Lazio     | Totale Lazio     | 38         | 0          |                 | 5               | 0               |                    | 1                  | 0                  |             | -           | -           | 44     | 0      |
| 1995-1996        | Cagliari         | A                | 12         | 0          | CI              | 3               | 0               | -                  | -                  | -                  | -           | -           | -           | 15     | 0      |
| 1996-1997        | Cesena           | B                | 34         | 0          | CI              | 3               | 0               | -                  | -                  | -                  | -           | -           | -           | 37     | 0      |
| 1997-ott.1997    | Bologna          | A                | 1          | 0          | CI              | 1               | 0               | -                  | -                  | -                  | -           | -           | -           | 2      | 0      |
| ott.1997-1998    | Torino           | B                | 28+1       | 0          | CI              | 0               | 0               | -                  | -                  | -                  | -           | -           | -           | 29     | 0      |
| 1998-1999        | Torino           | B                | 33         | 3          | CI              | 3               | 0               | -                  | -                  | -                  | -           | -           | -           | 36     | 3      |
| 1999-2000        | Torino           | A                | 29         | 0          | CI              | 2               | 0               | -                  | -                  | -                  | -           | -           | -           | 31     | 0      |
| 2000-2001        | Torino           | B                | 13         | 0          | CI              | 3               | 0               | -                  | -                  | -                  | -           | -           | -           | 16     | 0      |
| Totale Torino    | Totale Torino    | Totale Torino    | 104        | 3          |                 | 8               | 0               |                    | -                  | -                  |             |             |             | 112    | 3      |
| 2001-2002        | Napoli           | B                | 35         | 2          | CI              | 1               | 0               | -                  | -                  | -                  | -           | -           | -           | 36     | 2      |
| 2002-2003        | Napoli           | B                | 32         | 1          | CI              | 3               | 0               | -                  | -                  | -                  | -           | -           | -           | 35     | 1      |
| 2003-2004        | Napoli           | B                | 30         | 0          | CI              | 1               | 0               | -                  | -                  | -                  | -           | -           | -           | 31     | 0      |
| Totale Napoli    | Totale Napoli    | Totale Napoli    | 97         | 3          |                 | 5               | 0               |                    | -                  | -                  |             |             |             | 102    | 3      |
| 2004-2005        | Catanzaro        | B                | 18         | 0          | CI              | 1               | 0               | -                  | -                  | -                  | -           | -           | -           | 19     | 0      |
| 2005-2006        | Ravenna          | C1               | 20         | 0          | CI              | 0               | 0               | -                  | -                  | -                  | -           | -           | -           | 20     | 0      |
| 2006-2007        | Ravenna          | C1               | 0          | 0          | CI              | 0               | 0               | -                  | -                  | -                  | SC-C        | 0           | 0           | 0      | 0      |
| Totale Ravenna   | Totale Ravenna   | Totale Ravenna   | 20         | 0          |                 | 0               | 0               |                    |                    |                    |             | 0           | 0           | 20     | 0      |
| Totale carriera  | Totale carriera  | Totale carriera  | 376        | 6          |                 | 31              | 0               |                    | 1                  | 0                  |             | 0           | 0           | 408    | 6      |

### Cronologia presenze e reti in nazionale
| Cronologia completa delle presenze e delle reti in nazionale ― Italia under 21 | Cronologia completa delle presenze e delle reti in nazionale ― Italia under 21 | Cronologia completa delle presenze e delle reti in nazionale ― Italia under 21 | Cronologia completa delle presenze e delle reti in nazionale ― Italia under 21 | Cronologia completa delle presenze e delle reti in nazionale ― Italia under 21 | Cronologia completa delle presenze e delle reti in nazionale ― Italia under 21 | Cronologia completa delle presenze e delle reti in nazionale ― Italia under 21 | Cronologia completa delle presenze e delle reti in nazionale ― Italia under 21 |
| Data                                                                           | Città                                                                          | In casa                                                                        | Risultato                                                                      | Ospiti                                                                         | Competizione                                                                   | Reti                                                                           | Note                                                                           |
| ------------------------------------------------------------------------------ | ------------------------------------------------------------------------------ | ------------------------------------------------------------------------------ | ------------------------------------------------------------------------------ | ------------------------------------------------------------------------------ | ------------------------------------------------------------------------------ | ------------------------------------------------------------------------------ | ------------------------------------------------------------------------------ |
| 29-9-1991                                                                      | Trollhattan                                                                    | Svezia under 21                                                                | 2 – 2                                                                          | Italia under 21                                                                | Amichevole                                                                     | -                                                                              |                                                                                |
| 16-10-1991                                                                     | Simferopol                                                                     | Unione Sovietica under 21                                                      | 1 – 1                                                                          | Italia under 21                                                                | Qual. Europeo Under-21 1992                                                    | -                                                                              | 16’                                                                            |
| 13-11-1991                                                                     | Avellino                                                                       | Italia under 21                                                                | 2 – 1                                                                          | Norvegia under 21                                                              | Qual. Europeo Under-21 1992                                                    | -                                                                              |                                                                                |
| 19-2-1992                                                                      | Izmir                                                                          | Turchia under 21                                                               | 0 – 1                                                                          | Italia under 21                                                                | Amichevole                                                                     | -                                                                              |                                                                                |
| 11-3-1992                                                                      | Trnava                                                                         | Cecoslovacchia under 21                                                        | 1 – 2                                                                          | Italia under 21                                                                | Europeo Under-21 1992 - Quarti di finale - Andata                              | -                                                                              |                                                                                |
| 25-3-1992                                                                      | Padova                                                                         | Italia under 21                                                                | 2 – 0                                                                          | Cecoslovacchia under 21                                                        | Europeo Under-21 1992 - Quarti di finale - Ritorno                             | -                                                                              |                                                                                |
| 9-4-1992                                                                       | Aalborg                                                                        | Danimarca under 21                                                             | 0 – 1                                                                          | Italia under 21                                                                | Europeo Under-21 1992 - Semifinale - Andata                                    | -                                                                              |                                                                                |
| 22-4-1992                                                                      | Perugia                                                                        | Italia under 21                                                                | 2 – 0                                                                          | Danimarca under 21                                                             | Europeo Under-21 1992 - Semifinale - Ritorno                                   | -                                                                              |                                                                                |
| 28-5-1992                                                                      | Ferrara                                                                        | Italia under 21                                                                | 2 – 0                                                                          | Svezia under 21                                                                | Europeo Under-21 1992 - Finale - Andata                                        | -                                                                              |                                                                                |
| 3-6-1992                                                                       | Växjö                                                                          | Svezia under 21                                                                | 1 – 0                                                                          | Italia under 21                                                                | Europeo Under-21 1992 - Finale - Ritorno                                       | -                                                                              |                                                                                |
| 15-10-1992                                                                     | Cremona                                                                        | Italia under 21                                                                | 1 – 0                                                                          | Svizzera under 21                                                              | Qual. Europeo Under-21 1994                                                    | -                                                                              |                                                                                |
| 18-11-1992                                                                     | Motherwell                                                                     | Scozia under 21                                                                | 1 – 2                                                                          | Italia under 21                                                                | Qual. Europeo Under-21 1994                                                    | -                                                                              |                                                                                |
| Totale                                                                         |                                                                                | Presenze                                                                       | 12                                                                             |                                                                                | Reti                                                                           | 0                                                                              |                                                                                |

| Cronologia completa delle presenze e delle reti in nazionale ― Italia Olimpica | Cronologia completa delle presenze e delle reti in nazionale ― Italia Olimpica | Cronologia completa delle presenze e delle reti in nazionale ― Italia Olimpica | Cronologia completa delle presenze e delle reti in nazionale ― Italia Olimpica | Cronologia completa delle presenze e delle reti in nazionale ― Italia Olimpica | Cronologia completa delle presenze e delle reti in nazionale ― Italia Olimpica | Cronologia completa delle presenze e delle reti in nazionale ― Italia Olimpica | Cronologia completa delle presenze e delle reti in nazionale ― Italia Olimpica |
| Data                                                                           | Città                                                                          | In casa                                                                        | Risultato                                                                      | Ospiti                                                                         | Competizione                                                                   | Reti                                                                           | Note                                                                           |
| ------------------------------------------------------------------------------ | ------------------------------------------------------------------------------ | ------------------------------------------------------------------------------ | ------------------------------------------------------------------------------ | ------------------------------------------------------------------------------ | ------------------------------------------------------------------------------ | ------------------------------------------------------------------------------ | ------------------------------------------------------------------------------ |
| 10-7-1992                                                                      | Brescia                                                                        | Italia olimpica                                                                | 1 – 1                                                                          | Egitto olimpica                                                                | Amichevole                                                                     | -                                                                              | 62’                                                                            |
| 16-7-1992                                                                      | Marino                                                                         | Italia olimpica                                                                | 5 – 0                                                                          | Qatar olimpica                                                                 | Amichevole                                                                     | -                                                                              |                                                                                |
| 24-7-1992                                                                      | Barcellona                                                                     | Italia olimpica                                                                | 2 – 1                                                                          | Stati Uniti olimpica                                                           | Olimpiadi 1992 - 1° turno                                                      | -                                                                              |                                                                                |
| 27-7-1992                                                                      | Barcellona                                                                     | Italia olimpica                                                                | 0 – 3                                                                          | Polonia olimpica                                                               | Olimpiadi 1992 - 1° turno                                                      | -                                                                              |                                                                                |
| 29-7-1992                                                                      | Barcellona                                                                     | Italia olimpica                                                                | 1 – 0                                                                          | Kuwait olimpica                                                                | Olimpiadi 1992 - 1° turno                                                      | -                                                                              |                                                                                |
| Totale                                                                         |                                                                                | Presenze                                                                       | 5                                                                              |                                                                                | Reti                                                                           | 0                                                                              |                                                                                |

## Palmarès

### Club
- Campionato italiano di Serie B: 1

Torino: 2000-2001

### Nazionale
- Campionato d'Europa Under-21: 1

1992